# Eskilstuna stad
Denna artikel handlar om den tidigare kommunen Eskilstuna stad. För orten se Eskilstuna, för dagens kommun, se Eskilstuna kommun.
Eskilstuna stad var en stad och kommun i Södermanlands län.

## Administrativ historik
Den 25 oktober 1659 gavs av Karl X Gustav stadsprivilegier till Karl Gustavs stad som bröts ut ur Fors socken väster om Eskilstunaån. Den nya staden anlades kring Reinhold Rademachers nygrundade järnmanufaktur, Rademachersmedjorna. Stadsprivilegierna omfattade också den äldre handelsplatsen Tuna (Tunafors) öster om ån i Klosters socken. Vid mitten av 1700-talet bröts manufakturverksamheten ur staden och drevs vidare under namnet Carl Gustafs stad, varvid staden återfick det gamla namnet Eskilstuna. År 1771 styckades området söder (väster) om ån av till en ny stadsbildning som fick namnet Eskilstuna fristad, och det dröjde ända till år 1833 innan de två städerna förenades till en enhet, Eskilstuna stad. 
Staden blev en egen kommun, enligt Förordning om kommunalstyrelse i stad (SFS 1862:14) från och med den 1 januari 1863, då Sveriges kommunsystem infördes. 1907 inkorporerades Fors landskommun med Nyfors municipalsamhälle och Klosters landskommun i Eskilstuna stad. 1971 gick staden upp i den då nybildade Eskilstuna kommun.

### Judiciell tillhörighet
Staden hade en egen jurisdiktion med rådhusrätt och uppgick 1971 i Eskilstuna tingsrätt och dess domsaga.

### Kyrklig tillhörighet
Till staden hörde från 1659 Eskilstuna stadsförsamling. Denna delades 1931 upp och delen öster om ån ingick med Klosters församling i Eskilstuna Klosters församling, den väster om ån ingick med Fors församling i Eskilstuna Fors församling. 

### Sockenkod
För registrerade fornfynd med mera så återfinns staden inom ett område definierat av sockenkod 0318 som motsvarar den omfattning staden med dess landskommun hade kring 1950, vilket innebär att sockenkoden också används för Klosters socken och Fors socken som annars även har egna sockenkoder.

## Stadsvapnet
Blasonering: I fält av silver ett från en av en vågskura bildad blå stam uppskjutande svart städ med röd sockel, över vilket en ur ett blått moln i övre vänstra sköldhörnet framkommande röd arm svingar en svart slägga.
Vapnet fastställdes av Kungl Maj:t för Eskilstuna stad 1937. Det är en heraldisk tolkning av ett sigill från 1665. Det registrerades i PRV 1974.

## Geografi
Eskilstuna stad omfattade den 1 januari 1952 en areal av 89,75 km², varav 88,35 km² land. Efter nymätningar och arealberäkningar färdiga den 1 januari 1961 omfattade staden samma datum en areal av 90,57 km², varav 89,40 km² land.

### Tätorter i staden 1960
| Tätort            | Folkmängd |
| ----------------- | --------- |
| Eskilstuna        | 53 919    |
| Ärna              | 764       |
| Flacksta          | 705       |
| Berga             | 455       |
| Måsta             | 356       |
| Sal               | 330       |
| Odlaren           | 292       |
| Skogstorp, del av | 121       |

Tätortsgraden i staden var den 1 november 1960 96,6 procent.

## Politik

### Mandatfördelning i valen 1919–1966
| 34 | 8 | 8 |

| 43 | 7 |

| 34 | 7 | 9 |

| 46 |

|  | 31 | 7 | 10 |

| 46 |

|  | 34 | 4 |  | 8 |

| 48 |

| 36 |  |  |  | 8 |

| 50 |

| 36 |  | 6 | 6 |

| 46 |

| 39 | 6 | 5 |

| 43 | 7 |

| 39 | 6 | 5 |

| 43 | 7 |

| 4 | 32 | 10 | 4 |

| 40 | 10 |

| 34 | 13 | 3 |

| 39 | 11 |

|  | 31 | 12 | 5 |

| 41 | 9 |

|  | 31 | 10 | 7 |

| 41 | 9 |

|  | 32 |  | 10 | 5 |

| 42 | 8 |

| 4 | 28 | 3 | 10 | 5 |

| 42 | 8 |